# Jefferson Airplane
Jefferson Airplane je ameriška psihedelična rock skupina iz San Francisca. Veljajo za prvo psihodelično rock skupino. Marca 1966 je izšel prvi album Jefferson Airplane Takes Off. S pridružitvijo Grace Slick je skupina dobila ženski vokal, ki je imel veliko vlogo pri gradnji njihove priljubljenosti. 
Največjo popularnost so dosegli z drugim albumom Surrealistic Pillow iz leta 1967. Ta album se je povzpel na vrh Billboardove lestvice albumov takoj za The Beatles in njihovim albumom Sgt. Pepper's Lonely Hearts Club Band. Skupina je leta 1973 razpadla, vendar je že leta 1974 doživela ponovno srečanje z imenom Jefferson Starship in popolnoma spremenila glasbeni slog. Po razpadu skupine Jefferson Airplane sta Jorma Kaukonen in Jack Casady ustanovila skupino Hot Tuna.
Po podatkih RIAA so samo v ZDA prodali 13.5 milijonov albumov.

## Studijski albumi
- Jefferson Airplane Takes Off (1966)
- Surrealistic Pillow (1967)
- After Bathing at Baxter's (1967)
- Crown of Creation (1968)
- Volunteers (1969)
- Bark (1971)
- Long John Silver (1972)
- Jefferson Airplane (1989)